# Ousmane Traoré
Ousmane Traoré (Ouagadougou, 6 marzo 1977) è un ex calciatore burkinabé, di ruolo difensore.

## Carriera

### Club
Ha debuttato in Nazionale il 4 ottobre 1998, in Burkina Faso-Nigeria (0-0). Ha messo a segno la sua prima rete con la maglia della Nazionale il 17 giugno 2001, in Burkina Faso-Algeria (1-0), siglando la rete del definitivo 1-0 al minuto 39. Ha partecipato, con la Nazionale, alla Coppa d'Africa 2000, alla Coppa d'Africa 2002 e alla Coppa d'Africa 2004. Ha collezionato in totale, con la maglia della Nazionale, 28 presenze e una rete.